# 静岡県立掛川東高等学校
静岡県立掛川東高等学校（しずおかけんりつ かけがわひがしこうとうがっこう）は、静岡県掛川市南西郷にある県立高等学校。通称は「東高」（ひがしこう）、「掛東」（かけとう）。
開校以来、長らく掛川・小笠地区の女子校の中心的な存在であったが、1997年度に男女共学化した。かつては准看護師養成を目的とした衛生看護科が設置されていたが、2003年度卒業生をもって閉科し、翌2004年度から普通科の中に看護福祉系が作られた。

## 設置学科
- 普通科
  - 文系
  - 理系
- ※かつては衛生看護科が設置されていたが、2004年閉科

## 交通
- JR・天竜浜名湖鉄道 掛川駅より徒歩25分（約1.6km）
- しずてつジャストライン直通バス掛川東高線（平日（開校日）のみ運行）
- 掛川市自主運行バス市街地循環線南回り「掛川東高入口」下車

※2004年4月に掛川市掛川910番地から現在の位置に校舎が移転した。

## 沿革
- 1903年9月1日 - 掛川女学校を設置
- 1908年4月24日 - 女子技芸学校に改称
- 1913年1月13日 - 掛川町立掛川実科高等女学校として、4月より開校
- 1923年2月28日 - 静岡県立掛川高等女学校と改称
- 1948年4月1日 - 静岡県立掛川第二高等学校と改称
- 1949年4月1日 - 静岡県立掛川東高等学校と改称。定時制の課程設置
- 1966年4月1日 - 衛生看護科を併設
- 1980年4月1日 - 定時制の課程募集停止
- 1997年4月1日 - 男女共学となる
- 2004年3月31日 - 衛生看護科閉科
- 2004年4月1日 - 現在地へ校舎移転。新入生から単位制を導入

## 校訓
- 清く 明るく 正しく 強く

## 学校行事
- 4月　　入学式
- 5月　　中間テスト
- 6月　　桔梗ヶ丘祭
- 7月　　期末テスト
- 8月　　中学生1日体験入学
- 9月　　新体力テスト
- 10月　体育大会、中間テスト、修学旅行・遠足
- 11月　実力テスト、芸術鑑賞教室
- 12月　期末テスト、球技大会
- 1月　　3年学年末テスト
- 2月　　実力テスト
- 3月　　卒業式、1・2年学年末テスト

## 部活動
運動部
- 陸上競技部
- ソフトボール部（女子）
- テニス部（男女ソフトテニス）
- 弓道部
- 男子バレーボール部
- 女子バレーボール部
- 卓球部
- 男子バスケットボール部
- 女子バスケットボール部
- バドミントン部（女子）
- サッカー部
- 野球部

文化部
- 吹奏楽
- 茶華道部
- 合唱部
- 家庭部
- 美術部
- 箏曲部
- サイエンス部
- 生徒会本部

弓道部
平成28年度、29年度全国高校総体出場
野球部
第69回春季東海地区高校野球県大会3位　
ソフトボール
第35回東海地域高等学校新人ソフトボール大会予選会　優勝
第40回全国高等学校女子ソフトボール選抜大会出場
吹奏楽
第23回静岡県高等学校総合文化祭マーチングバンド・バトントワリング部門　金賞
第43回全国高等学校総合文化祭マーチングバンド・バトントワリング部門　出場
第34回静岡県マーチングコンテスト　
金賞　朝日新聞社賞
第35回東海マーチングコンテスト　金賞

## 著名な卒業生
- 大島司 - 漫画家『シュート!』、『アタック!!』（近隣の掛川西高等学校は、登場する静岡県立掛川高校のモデルとなっている。）